# Stazione di Untervaz-Trimmis
La stazione di Untervaz-Trimmis, che serve Untervaz e Trimmis in Svizzera, è una stazione ferroviaria posta sulla linea Landquart-Thusis gestita dalla Ferrovia Retica.

## Storia
La stazione entrò in funzione nel 2006 in sostituzione del precedente impianto posta a Trimmis.